# Híres pannonhalmi diákok listája
Az alábbi listában a Pannonhalmi Bencés Gimnázium és Szakkollégium ismertebb egykori diákjai szerepelnek.
| Ábécé szerinti tartalomjegyzék                                                                           |
| --- |
| A, Á B C Cs D Dz Dzs E, É F G Gy H I, Í J K L Ly M N Ny O, Ó Ö, Ő P Q R S Sz T Ty U, Ú Ü, Ű V W X Y Z Zs |

## B
- Baross Gábor közlekedési miniszter
- Batthyány Lajos – Magyarország első alkotmányos miniszterelnöke
- Borsos Miklós – Kossuth-díjas szobrász, éremművész, grafikus

## Cs
- Cséfalvay Pál

## D
- Deák Ferenc a Batthyány-kormány minisztere, politikus
- Dékány Sixtus
- Dippold Pál

## E, É
- Esterházy Móric magyar arisztokrata politikus, miniszterelnök
- Erdei Sándor

## G
- Gábor Pál, rendező
- Gloviczki Péter orvos, érsebész, Professor and Chair, Emeritus, Mayo Clinic, Scottsdale, Arizona, United States
- Gudenus János József
- Gulyás Balázs

## Gy
- Gyöngyössy Imre, író, költő, rendező

## H
- Habsburg Ottó politikus
- Horváth István Sándor katolikus pap, egyházi író
- Hortobágyi T. Cirill pannonhalmi főapát

## J
- Jankovics Marcell, rajzfilmrendező, grafikus, könyvillusztrátor, kultúrtörténész, író, politikus.
- Jávor Benedek

## K
- Kaleta Gábor
- Kerényi Imre Kossuth-díjas színházi rendező
- Kisfaludy Károly költő, drámaíró
- Kisfaludy Sándor költő
- Kitaibel Pál botanikus, kémikus
- Kokas Károly
- Konok Tamás Nemzet Művésze címmel kitüntetett, Kossuth-díjas magyar festő- és szobrászművész
- Kovács Ferenc
- Kovács F. László
- Könyves Tóth Kálmán
- Kukorelli István magyar jogtudós, egyetemi tanár, volt alkotmánybíró
- Korzenszky Richárd

## L
- Lámfalussy Sándor közgazdász, az euró atyja
- Lipták Béla György (Béla G. Lipták) villamosmérnök

## M
- Márfi Gyula
- Maróth Miklós klasszika-filológus, orientalista
- Marschall Miklós
- Méhes Károly, író, költő
- Mahunka Imre  (fizikus, atomfizikus) professzor

## N
- Nagy Gáspár, Kossuth-díjas költő
- Nógrádi László, politikus, egykori közlekedési és vízügyi miniszter.

## O, Ó
- Olosz Gergely
- Ongjerth Richárd
- Orosz Atanáz görögkatolikus püspök
- Orosz Mihály Zoltán

## Ö, Ő
- Öveges József fizikatanár, piarista szerzetes

## P
- Plugor Magor
- Pós Sándor

## R
- Rabár Ferenc az Antall-kormány pénzügyminisztere
- Radda György Károly (Sir George Charles Radda)
- Raskó György

## S
- Selye János Nobel díjra többször jelölt stresszkutató
- Serédi Jusztinián, hercegprímás

## SZ
- Szapáry György közgazdász, MNB volt alelnöke
- Szentmihályi Szabó Péter író
- Szent Mór, bencés szerzetes, a pécsi egyházmegye második püspöke
- Szijjártó Péter külgazdasági és külügyminiszter
- Szikora József
- Szentmihályi Szabó Péter
- Szapáry György
- Szovák Kornél

## T
- Tomka Miklós
- Tomka Ferenc
- Tringer László

## V
- Világosi Gábor
- Vizi E. Szilveszter agykutató orvos, a Magyar Tudományos Akadémia korábbi elnöke
- Völner Pál

## Z
- Zalán János